# Thanh Nhàn
Thanh Nhàn là một phường thuộc quận Hai Bà Trưng, thành phố Hà Nội, Việt Nam.
Phường Thanh Nhàn có diện tích 0,73 km², dân số năm 2022 là 21.750 người, mật độ dân số đạt 29.794 người/km².